# Montignacdieet
Het montignacdieet is een methode die in de jaren 90 populair werd om af te vallen zonder dat het nodig zou zijn om minder calorieën binnen te krijgen. De methode werd ontwikkeld door de Fransman Michel Montignac. De methode werd populair door zijn boek.
De methode-Montignac bestaat uit een aantal aannames en regels:
- Het is onnodig om op calorieën te letten: de theorie over gewichtstoename met betrekking tot calorieën is volgens Montignac niet correct.
- Maaltijden moeten evenwichtig zijn, niet per se per maaltijd, maar wel over de hele dag genomen
- Koolhydraten en vetten moeten niet samen worden gegeten (bijvoorbeeld brood met kaas of witte pasta met roomsaus)
- Het aantal voedingsvezels per maaltijd moet hoog zijn
- 'Slechte' koolhydraten (zoals in suiker, aardappelen en wittebrood) moeten worden gemeden, in plaats daarvan moeten 'goede' koolhydraten worden gegeten zoals fruit, volkorenproducten en peulvruchten.
- Men moet niet te veel vet eten, en dan vooral 'goede' vetten zoals onverzadigde vetten en vetten met omega 3-vetzuren die in vette vis als haring en sardines zitten.

Mensen die beginnen met het montignacdieet beginnen eerst met het 'fase I'-dieet, wat de bovenstaande regels strikt handhaaft. Bij een ontbijt met brood (alleen bruinbrood of volkorenbrood) mag bijvoorbeeld als beleg alleen jam zonder toegevoegde suikers (het zogenaamde fruitbeleg) of magere kwark of yoghurt dienen. Als iemand dankzij het 'fase I'-dieet op het streefgewicht is gekomen (dit duurt, afhankelijk van dat gewicht en de persoon ongeveer twee tot drie maanden) kan hij zo overstappen op het 'fase II'-dieet. Dit is in feite geen dieet meer, maar een voedingspatroon waar vrijwel alles is toegestaan qua voeding, mits nog steeds de regels worden opgevolgd.
Voedingswetenschappers hebben kritiek geuit op het montignacdieet. Zo zou onder meer zijn theorie over de metabolische effecten van koolhydraten en vetzuren niet kloppen. Er zijn echter ook wetenschappelijke studies die zijn beweringen ondersteunen.
Aanhangers van zijn dieet zouden onder meer Gérard Depardieu en koningin Beatrix zijn. Michel Montignac overleed in 2010 op 65-jarige leeftijd.